# ایلیا ماته
ایلیا فدورویچ ماته (روسی: Илья Фёдорович Мате؛ IPA: [ɪˈlʲjæ maˈtɛ]؛ زادهٔ ۶ اکتبر ۱۹۵۶) کشتی‌گیر بازنشستهٔ شوروی است که در دستهٔ سنگین‌وزن کشتی آزاد فعالیت می‌کرد. او برندهٔ مدال طلای بازی‌های المپیک ۱۹۸۰ مسکو و برندهٔ دو مدال طلا (۱۹۷۹، ۱۹۸۲) و یک برنز (۱۹۸۱) از مسابقات قهرمانی کشتی جهان است.